# Ada Linden
Ada Linden, bürgerlich Luise Förster (* 1. Oktober 1847; † 23. November 1911) war seit 1876 Volksschullehrerin in Wickrathberg. Unter dem Pseudonym Ada Linden veröffentlichte sie Gedichte und Erzählungen in deutscher Sprache.
Das Lexikon der deutschen Dichter und Prosaisten des neunzehnten Jahrhunderts von Franz Brümmer teilte in der vierten Auflage von 1895 über sie mit, sie sei „am 1. Oktober 1847 als die Tochter eines Steigers auf der Grube Glücksthal bei Adenau in der Eifel geboren. Als nach dem frühen Tode des Vaters ihre Mutter mit zwei Töchtern mittellos zurückblieb, bildete der Pfarrer Dörrien Louise F. soweit vor, daß sie später als Lehrerin den Ihrigen eine Stütze werden konnte. Sie absolvierte ihre Prüfungen als Lehrerin in Aachen und Kaiserswerth a. Rh., wirkte als solche zuerst in Hammickeln bei Wesel und nunmehr seit vielen Jahren in Wickrathsberg.“ Spätere Auflagen trugen nach, dass sie ihr Lehramt 1893 wegen eines Herzleidens niedergelegt habe.

## Werke
In Auswahl:
- Im Morgenlicht. 1934
- Um des Glaubens willen. 1934
- Aus Wintersnot. 1925
- Das blaue Wunder. 1925
- In Versuchung. 1925
- Grenzsteine. 1924
- Hans und Hannchen. 1915
- Auch bloß ein Mensch. 1914
- Verborgene Belohnung. 1913
- Die Grete. 1913
- Die Zeitungsfrau. 1913
- Waldtöchterlein. 1913
- Christnacht. 1913
- Unter Wetterwolken. 1908
- Berggeheimnis.
- John Maynard. Ballade in: Terpsichore. Belletristische Beilage zum Schweinfurter Tagblatt Nr. 98, 5. November 1885 S. 353 google.books
- Aus vergangenen Tagen. Drei Erzählungen von Ada Linden: Der Ring der Hohenzollern, Aus den Tagen des Kampfes, Die Hexe von Heideburg. Leipzig 1888.
- Aus der Stille. Gedichte. Zweite durchgesehene Auflage, Göschen Leipzig 1897 google.books
- Das Pfarrhaus am Rhein. Carl Hirsch, Konstanz 1924
- Das Glück vom Steinachhof. Erzählung. 6. Aufl. Lengerich i. Westf., Verlag von Bischof & Klein, 1929.
- Der Stedinger / Die Kinder aus dem Siebengebirge. Zwei Erzählungen. Carl Hirsch Buch- und Kunstverlag, Konstanz, um 1928.
- Die Grubenarbeiter. (Früher betitelt: »Aus der Tiefe«.) Soz. Rom. a. d. Gegenwart. 8. (377) Berlin-Nauen 1891, Gnadenfeld & Co. 2.
- Gottes-Rat. Jugendschrift. 8. (32) Konstanz 1897, Karl Hirsch.
- Kreuz und Krone. Erzählg. Stuttgart 1897, Christliches Verlagshaus.
- Brandkäthe. Aus den Papieren eines Dorfschulmeisters. 8. (157) Berlin 1897, J. Gnadenfeld & Co.
- Biographische und literarische Skizzen aus dem Leben und der Zeit Karl Förster's. Dresden 1846 (Digitalisat)